# محله هوایی لنکستر (پنسیلوانیا)
محله هوایی لنکستر (پنسیلوانیا) (به انگلیسی: Lancaster Airport (Pennsylvania)) یک فرودگاه است . این فرودگاه در کشور ایالات متحده آمریکا قرار دارد .